# Ernst & Young
Ernst & Young («Эрнст энд Янг», EY) — международная сеть аудиторских и консалтинговых фирм, возглавляемая компанией Ernst & Young Global Limited. Входит в «большую четвёрку» аудиторских компаний. Основана в 1989 году путём слияния американских аудиторских компаний Arthur Young и Ernst & Whinney. С 2013 года действует под торговой маркой EY, представляющей собой акроним от наименования компании. Штаб-квартира компании расположена в Лондоне.
Работает в сфере аудита, бухгалтерского учёта, международного налогообложения, трансфертного ценообразования, финансового консультирования, юридических услуг и риск-менеджмента.

## История
Фирма Arthur Young and Company была основана в 1895 году Артуром Янгом в Канзас-Сити. В 1924 году было начато партнёрство с британской фирмой Broads Paterson & Co. В 1937 году была открыта школа подготовки аудиторов. В 1950-х годах Arthur Young начала расти за счёт поглощений, а в 1960-х годах — расширять деятельность в другие страны.
Фирма Ernst & Ernst была основана в 1906 году в Кливленде (Огайо) братьями Элвином и Теодором Эрнстами. В 1979 году она объединилась с британской фирмой Whinney, Smith & Whinney, основанной в 1849 году, став называться Ernst & Whinney.
В 1989 году произошло слияние Ernst & Whinney и Arthur Young. Ernst & Young стала крупнейшей на то время аудиторской фирмой с выручкой 4,27 млрд долларов; в ней было 6100 партнёров. Объединённая фирма унаследовала от своих предшественников несколько расследований и судебных исков в связи с массовым банкротством сберегательных банков в США в 1980-х годах; по одному из исков Ernst & Young пришлось в начале 1990-х годов уплатить федеральному правительству 400 млн долларов. В 1990-х годах Ernst & Young начала расширять подразделение консультационных услуг. В 1995 году была поглощена The MAC Group, компания, специализировавшаяся на управленческом консалтинге, а также аудиторская фирма Kenneth Leventhal & Co., работавшая с операторами недвижимости. В 1996 году была куплена компания Wright Kellen & Co., консультант предприятий нефтегазового сектора. В 1998 году выручка фирмы достигла 10,9 млрд долларов. В 2000 году консультационное подраздение было продано французской компании Capgemini за 11,1 млрд долларов. В 2002 году была куплена часть бизнеса обанкротившейся фирмы Arthur Anderson.
В 2013 году была приобретена компания The Parthenon Group, консультировавшая по вопросам слияний и поглощений; на её основе было создано новое консультационное подраздение EY-Parthenon. С июля 2013 года сеть фирм Ernst & Young начала работать под брендом EY. В 2014 году была приобретена фирма сети KPMG в Дании. В 2018 году была куплена британская компания Riverview Law, консультант в области правовых вопросов.
7 марта 2022 года EY объявила об уходе из России. Российские офисы с 13 июля 2022 года не являются частью международной сети EY и работают под брендом Б1. В мае 2022 года было объявлено о планах выделения консультационного подразделения в самостоятельную публичную компанию; эти планы получили название проект Эверест. В апреле 2023 года этот проект был ликвидирован, поскольку его не поддержали несколько крупных фирм сети EY; к этому времени на подготовку к выделению было потрачено 600 млн долларов.

## Структура и руководство
Головной организацией является компания Ernst & Young Global Limited. Эта компания координирует работу группы Ernst & Young, состоящей из большого количества независимых фирм, которые подчиняются законодательству тех государств, в которых они зарегистрированы и осуществляют деятельность. Существует три региональные организации: Ernst & Young Americas LLC (базируется в США, работает в странах Америки и Израиле), Ernst & Young EMEIA Limited (базируется в Великобритании, работает в Европе, Ближнем Востоке, Индии и Африке), Ernst & Young Asia-Pacific Limited (базируется в Гонконге, работает в странах Азиатско-Тихоокеанского региона).
Джанет Транкейл — председатель совета директоров и CEO с июля 2024 года, в фирме с 1991 года.

## Деятельность
Подразделения:

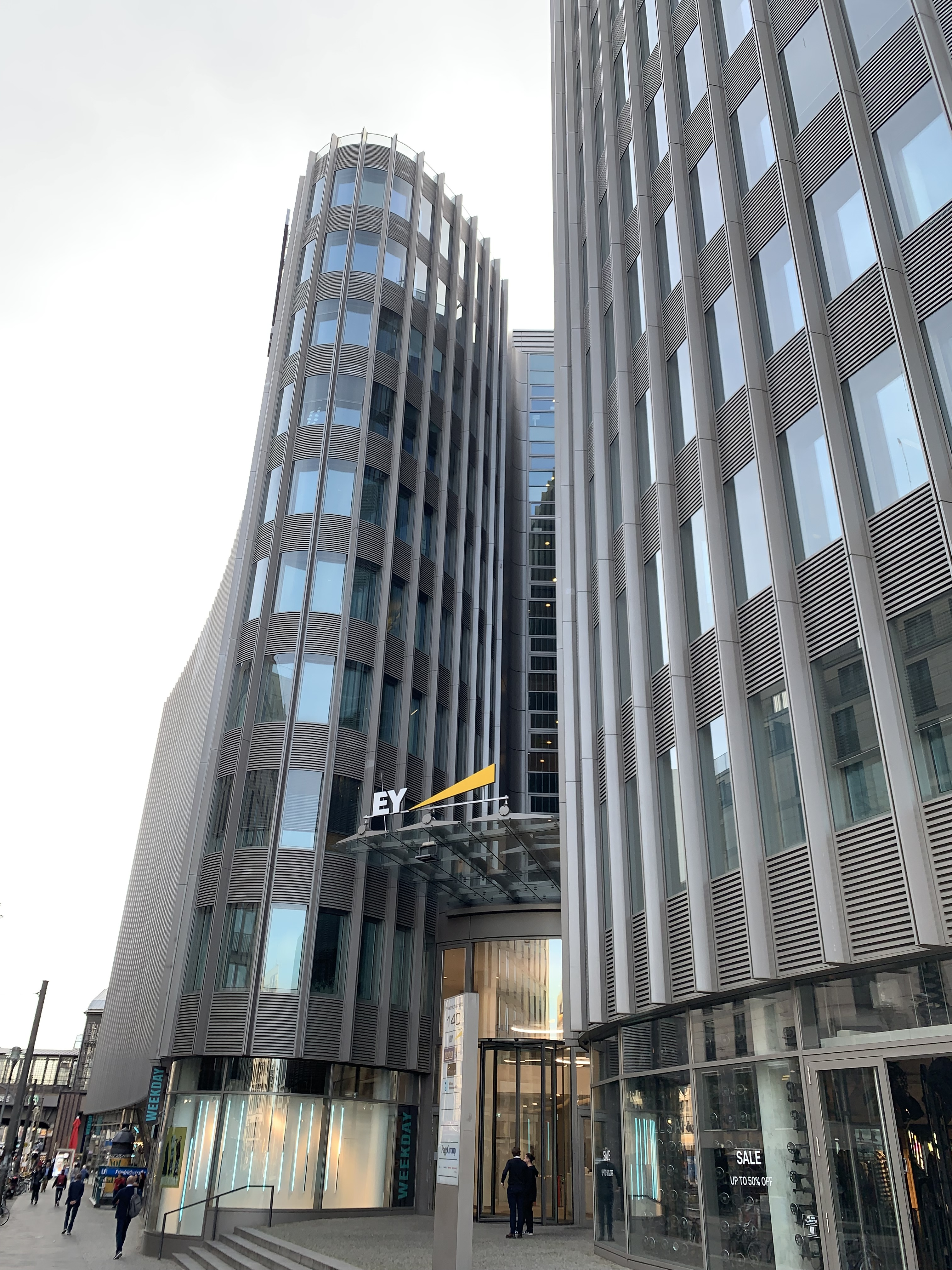
Офис EY в Берлине (Германия)

- Assurance — независимый аудит финансовой отчётности и отчётов о корпоративной социальной ответственности;
- Tax — консультации по вопросам оптимизации налогообложения;
- Advisory — управленческий консалтинг;
- Transaction Advisory Services — консультации по вопросам слияний и поглощений;
- Consulting — консультации в сферах цифровой трансформации, информационной безопасности и технологий.

Выручка за 2023/24 финансовый год составила 51,2 млрд долларов, из них на Америку пришлось 24,1 млрд долларов, на Европу, Ближний Восток и Африку — 19,9 млрд долларов, на Азиатско-Тихоокеанский регион — 7,2 млрд долларов. Наибольшую долю в выручке имели аудиторские услуги (17,3 млрд долларов), далее следовали консультационные услуги (15,6 млрд долларов), налоговые консультации (12,1 млрд долларов) и другие услуги (6,2 млрд долларов). По размеру выручки EY в «большой четвёрке» занимала третье место после Deloitte и PricewaterhouseCoopers, с долей на мировом рынке 16 %.
У компании имеется 728 офисов в 150 странах мира, в том числе во Франции, где по данным ноября 2011 года 3100 сотрудников на 17 этажах самого высокого здания страны занимают площадь 33 500 м².

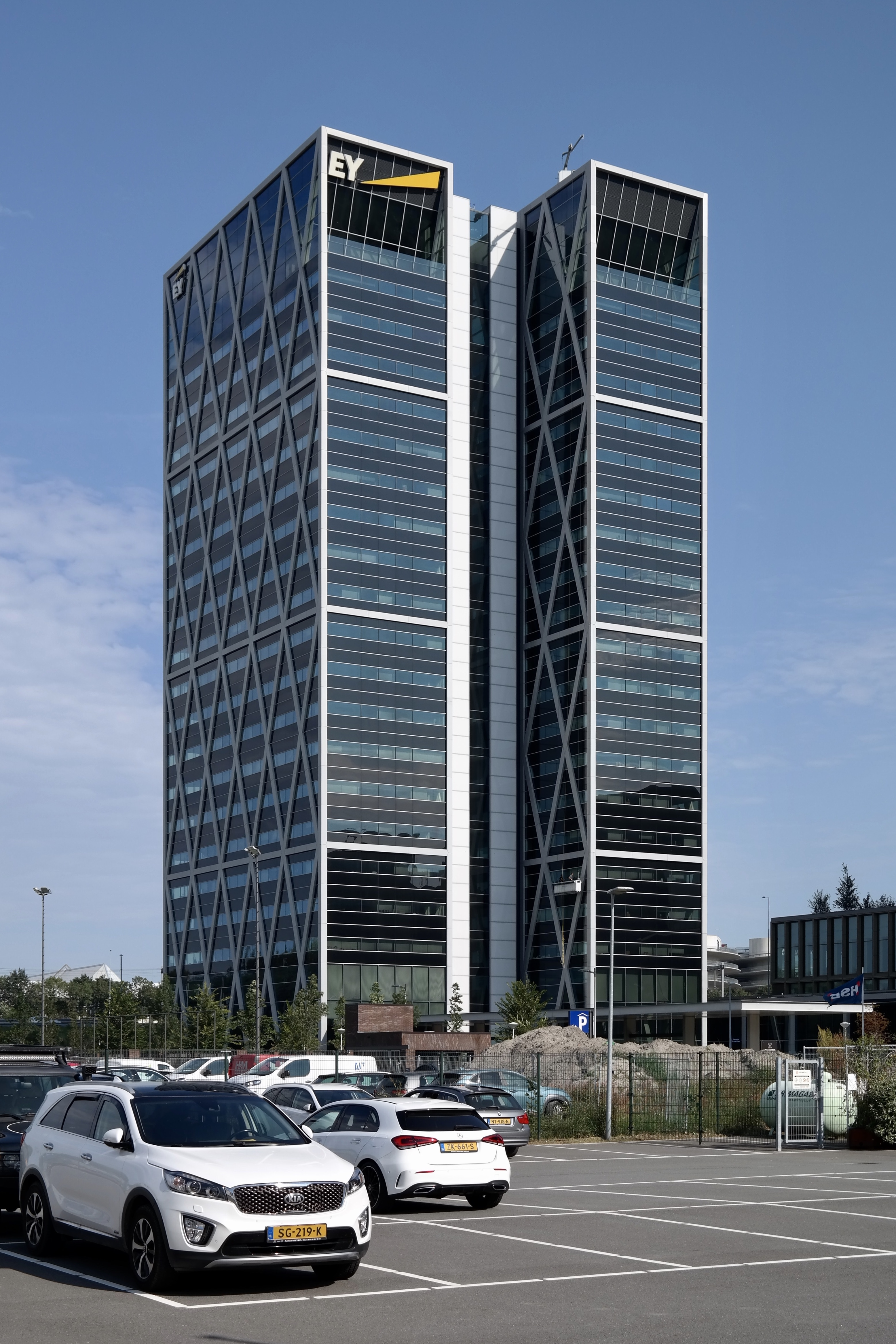
Офис в Амстердаме (Нидерланды)
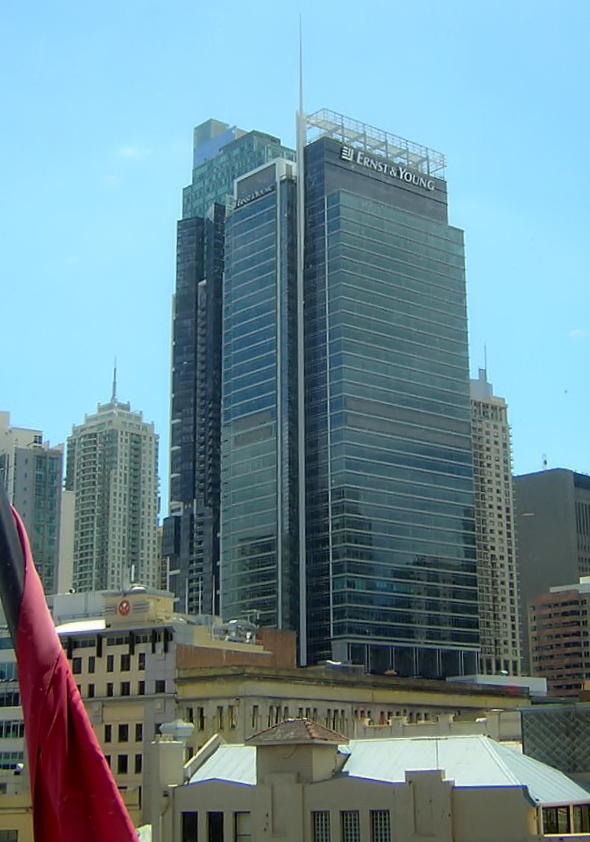
Офис EY в Сиднее (Австралия)
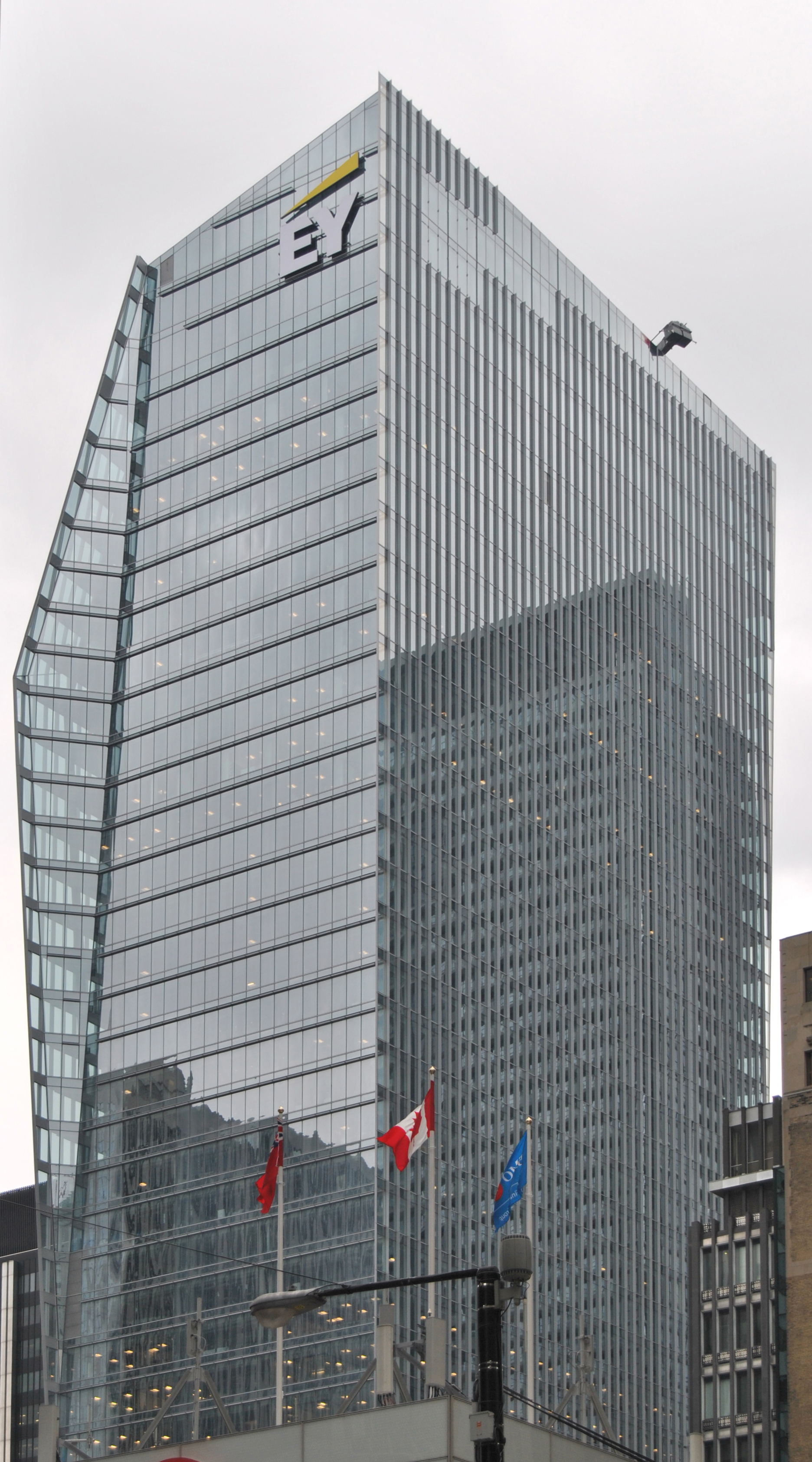
Офис в Торонто (Канада)
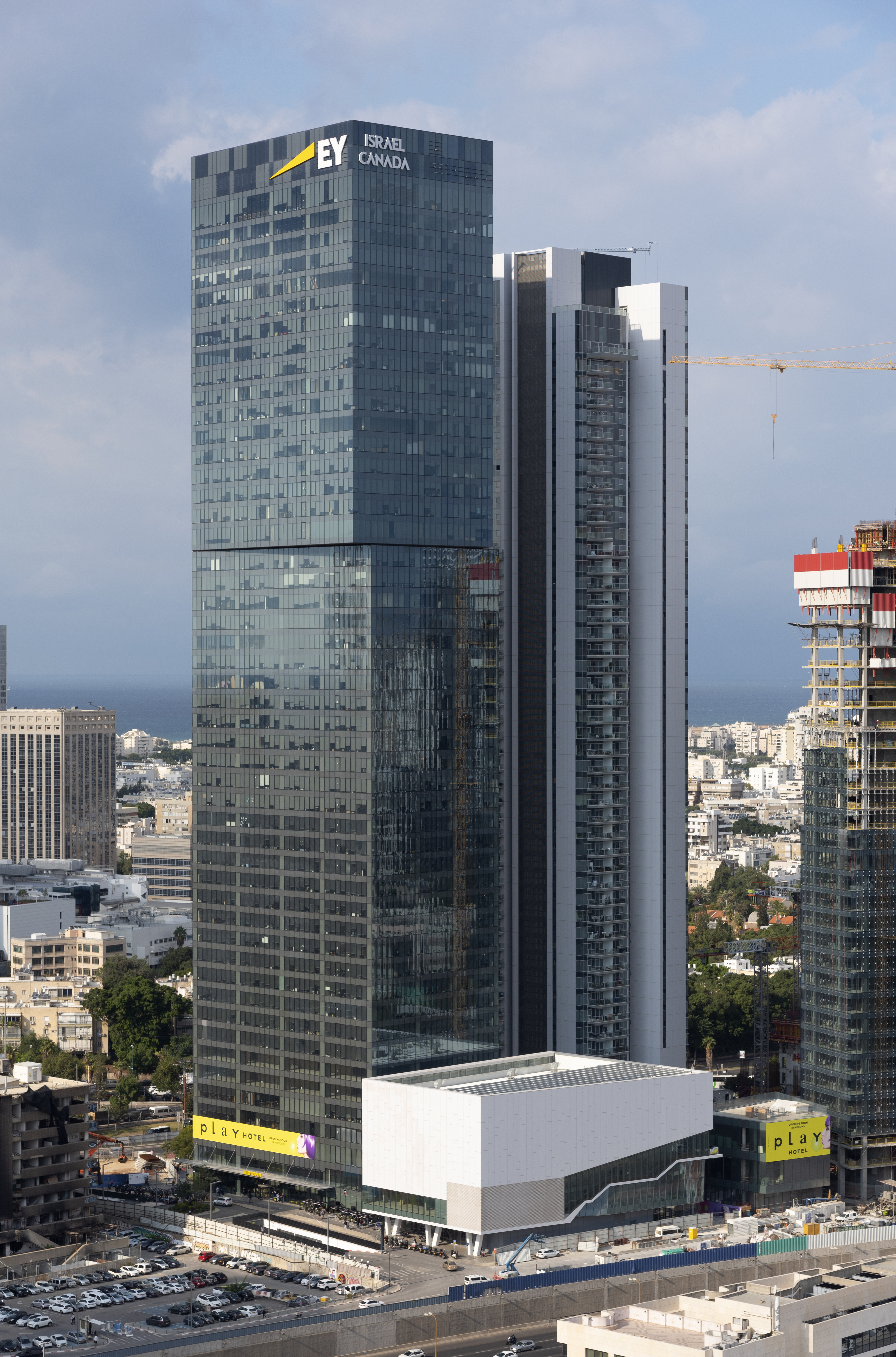
Офис в Тель-Авиве (Израиль)
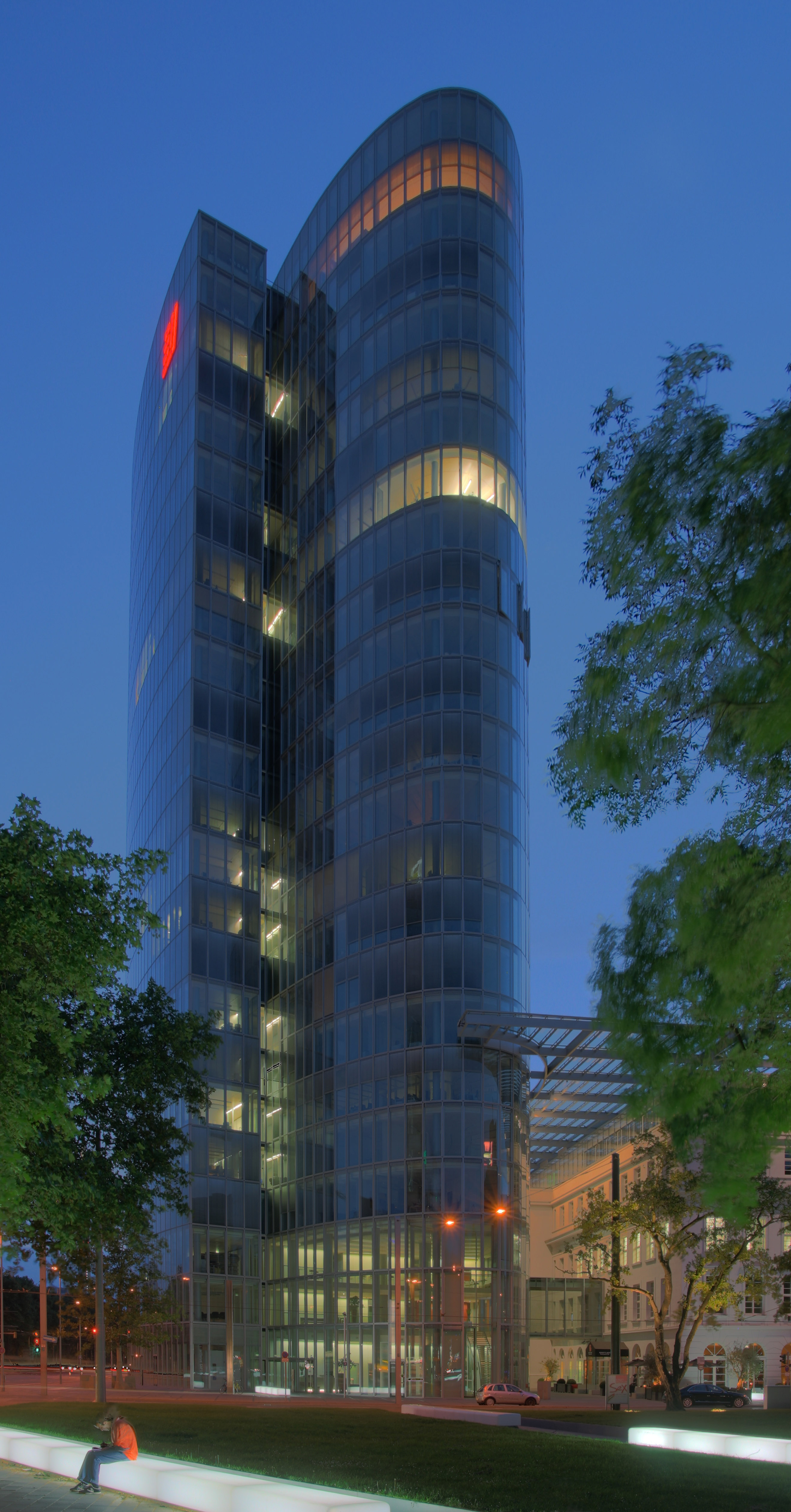
GAP 15 — Офис EY в Дюссельдорфе (Германия)

### Финансовые показатели
Данные о размере выручки и количестве сотрудников:
|                   | 2009  | 2010  | 2011  | 2012  | 2013  | 2014  | 2015  | 2016  | 2017  | 2018  | 2019 | 2020 | 2021  | 2022  | 2023  | 2024  |
| ----------------- | ----- | ----- | ----- | ----- | ----- | ----- | ----- | ----- | ----- | ----- | ---- | ---- | ----- | ----- | ----- | ----- |
| Выручка, млрд $   | 21,44 | 21,26 | 22,88 | 24,42 | 25,83 | 27,37 | 28,66 | 29,63 | 31,4  | 34,8  | 36,4 | 37,2 | 40    | 45,42 | 49,4  | 51,22 |
| Сотрудников, тыс. | 144,4 | 141   | 151,8 | 167,2 | 174,8 | 188,3 | 211,5 | 230,8 | 247,6 | 261,6 | 284  | 299  | 312,3 | 365,4 | 395,4 | 393   |

## Работа
Компании было присвоено первое место журналом BusinessWeek в ежегодном списке «Лучших мест, где стоит начать карьеру» (англ. The Best Places to Launch a Career) в 2008 году.
В 2009 году компания заняла 44-е место в списке Fortune «100 лучших компаний для работы» (англ. 100 Best Companies to Work For) и высшее место среди «Большой четверки».
В 2016 году компания EY заняла 3-е место в рейтинге World’s Most Attractive Employers по версии Universum.
В 2017 году компания EY была признана Changellenge лучшим работодателем среди компаний Большой четверки по мнению студентов с высоким потенциалом.

## Критика

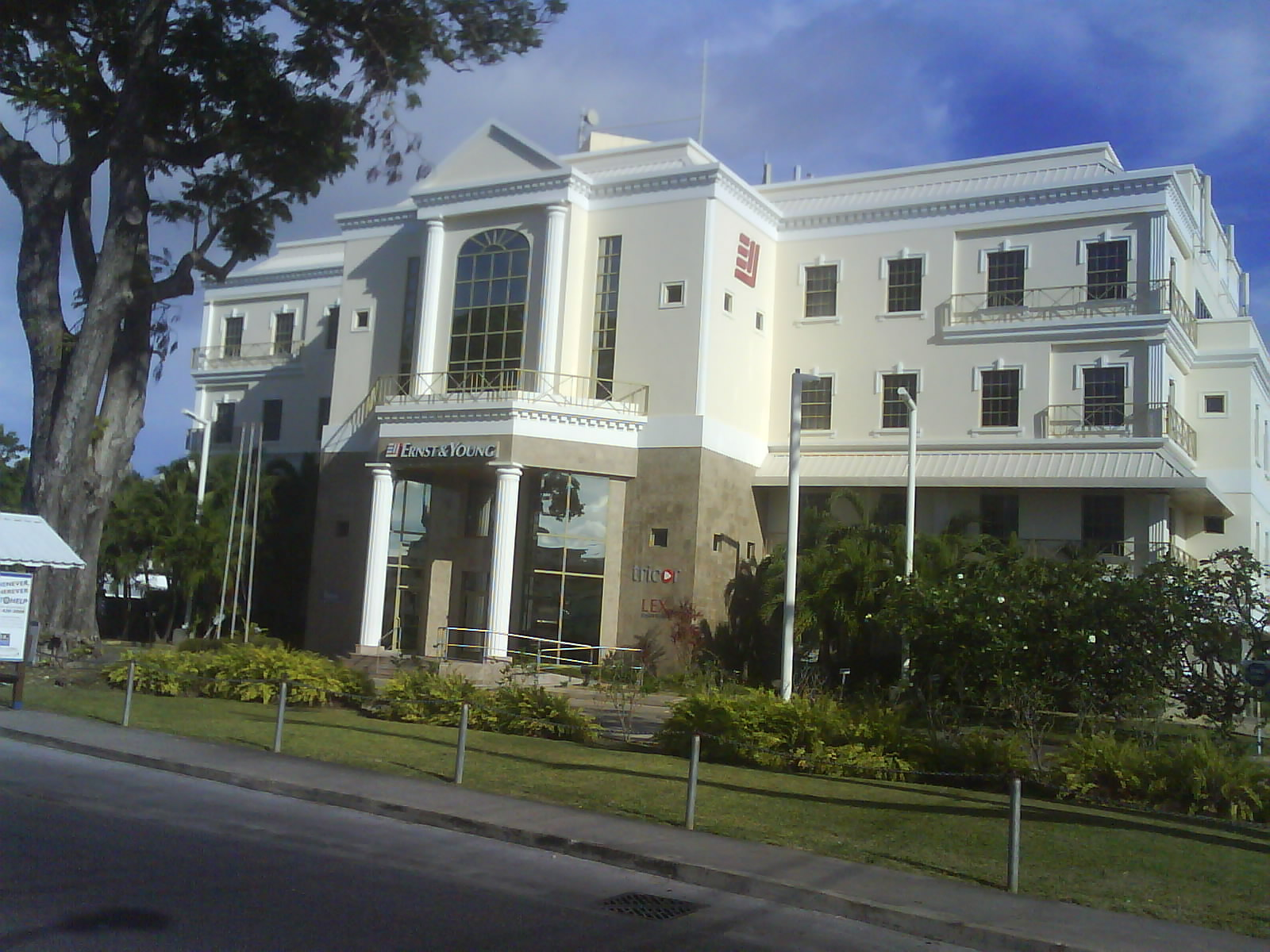
Офис Ernst & Young на Барбадосе

Ernst & Young неоднократно была замешана в скандалах в связи с содействием уклонению от уплаты налогов и небрежности при проведении аудита. Фирма была аудитором компании Lehman Brothers и в 2015 году уплатила 10 млн долларов за покрывание манипуляций с активами, приведшими к банкротству в 2008 году. Другой крупной жертвой мирового финансового кризиса стал Anglo Irish Bank, также клиент EY. В 2011 году стало известно о крупных нарушениях в финансовых отчётах японской корпорации Olympus, которые не были выявлены аудитом Ernst & Young. В 2020 году в результате махинаций руководства обанкротилась немецкая компания Wirecard, аудитором которой также была EY. Другие скандалы были связаны с аудитом отчётности компаний Sons of Gwalia (компания обанкротилась в 2004 году, в 2009 году EY уплатила $125 млн возмещения убытков), Bally Total Fitness (2008 год, штраф $8,5 млн), Akai Holdings (2010 год, штраф $200 млн), Bankia (2015 год), Toshiba (2015 год, штраф ¥2,1 млрд), Weatherford (2016 год), NMC Health (2019 год), London Capital and Finance (2019 год), Luckin Coffee (2020 год), Sealed Air (2021 год, штраф $10 млн), Stagecoach Group (2021 год, штраф £3,5 млн), Thomas Cook (2025 год, £4,9 млн).
В 2022 году Ernst & Young была оштрафована Комиссией по ценным бумагам и биржам на 100 млн долларов за мошенничество её аудиторов на экзаменах на статус CPA, а также препятствование расследования таких случаев.
В августе 2022 года один из аудиторов офиса в Сиднее покончила жизнь самоубийством. В июле 2024 года сотрудник офиса в Индии также совершила суицид. Эти случаи вскрыли проблему «токсичных» условий труда в Ernst & Young, включающие сексуальные домогательства, запугивание, ненормированный рабочий день и злоупотребление алкоголем.